# Zillertalbahn
A Zillertalbahn Jenbach és Mayrhofen között közlekedő keskeny nyomközű vasút Ausztria Tirol tartományában. Tulajdonosa és üzemeltetője a jenbachi székhelyű Zillertaler Verkehrsbetriebe AG ("Zillervölgyi Közlekedési Részvénytársaság") - korábban Zillertalbahn AG.

## Története

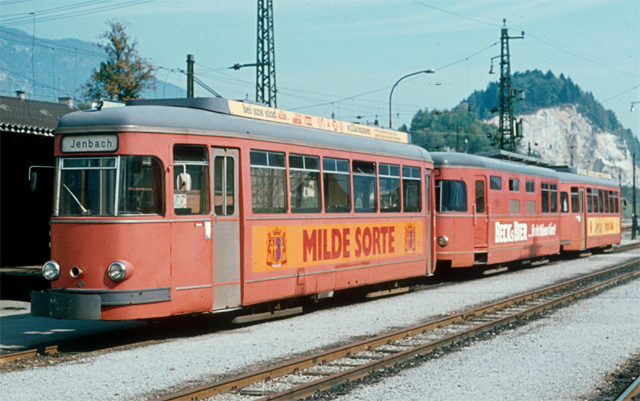
VT 1 motorvonat Jenbachnál (1975)

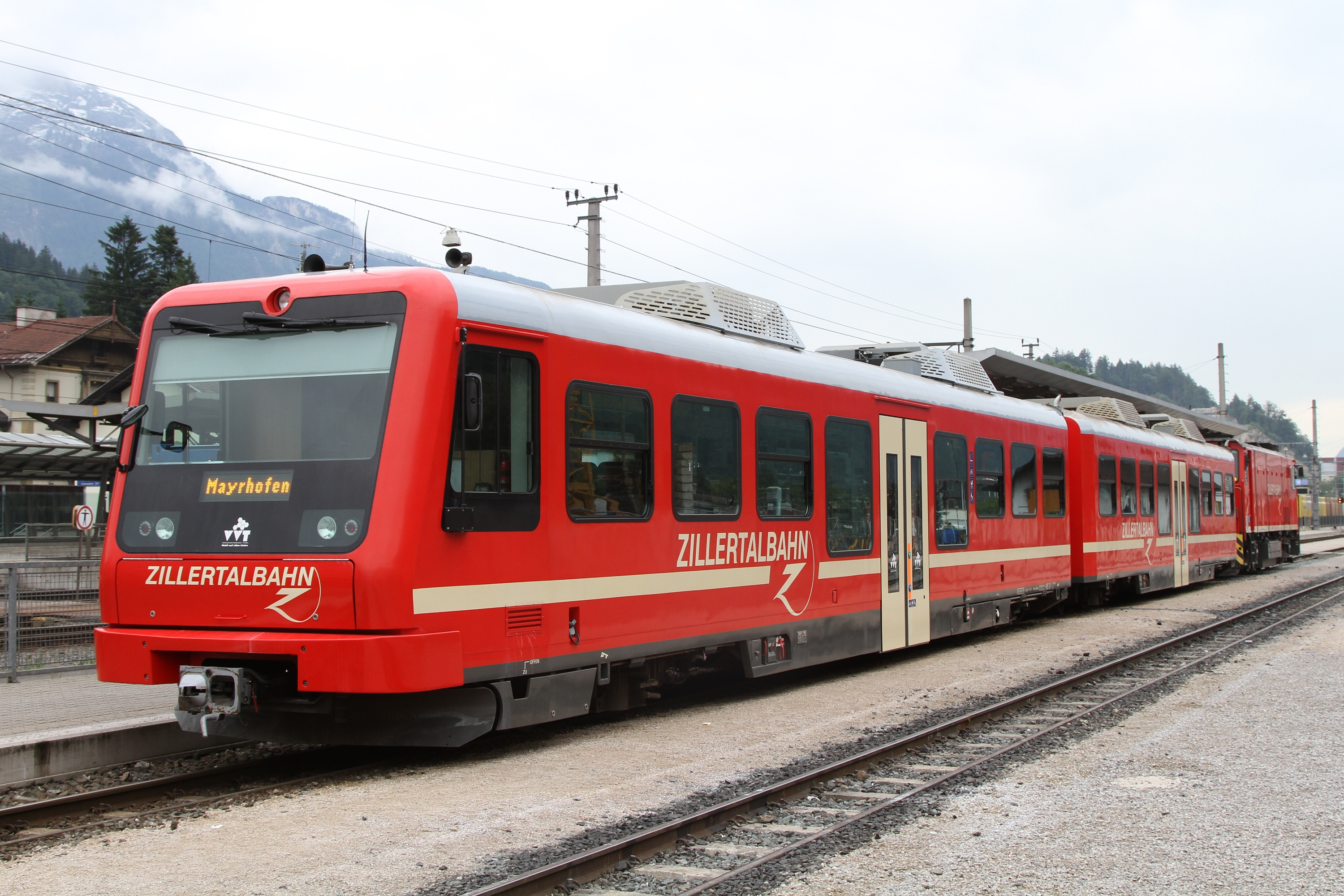
Korszerű ingavonati szerelvény várakozik Jenbachnál

1860-as években meglehetősen rossz közlekedési viszonyok uralkodtak Ziller völgyében (hosszú és kényelmetlen utazások, mocsaras vidékeken átmenő kocsiutak), amely a vasútvonal mielőbbi megépítését sürgette.
1892-ben gyűlést tartottak a völgy községi elöljárói, elismert személyiségei, ahol is vasúti bizottságot alakítottak, majd három évre rá megállapodtak a zillertali vonal megépítésről. A majdani vasútról több elképzelés is született: a vonalat - a jelenlegihez képest - a Ziller folyó jobb partján vezessék Brixlegg felé, vagy például a pinzgau-i keskeny nyomközű vasúttal való összekötés ötlete Gerloson keresztül. Felmerült az a kérdés is, hogy normál, vagy esetleg a már elterjedt 760 mm-es nyomtávot alkalmazzák. Költségi megfontolások, illetve katonai szempontok miatt végül a keskeny nyomközre esett a választás. A megfelelő alaptőke megszerzésének érdekében vállalati formának a részvénytársaságot választották, s 1898-ra a szükséges tőkét - 300 ezer koronát (mai értéken számolva 1,2 millió euró-t) - sikerült összegyűjteni.
1895. december 2-án Zillertal számára a császári és királyi vasútügyi miniszter, Heinrich von Wittek a vasútépítési engedélyt megadta, majd négy évre rá 1899-ben megalakult a "Zillervölgyi Vasút Részvénytársaság" (Zillerthalbahn Actiengesellschaft). Az építkezés 1900-ban kezdődhetett el (első kapavágás dátumáról nem tudni pontos adatot) és 1902. július 31-én - az időközben felmerülő pénzügyi nehézségek ellenére - el is készült a teljes vonal. Indulásként a társaság először két gőzmozdonyt, tíz személykocsit és huszonkét teherkocsit vásárolt.
1920-as évek elején felmerült a vonal villamosításának terve is, de megvalósítására sosem került sor, noha a terv kapcsán már beindultak bizonyos beruházások. A villamosítás helyett egy, az ausztriai keskeny nyomközű vasutak körében forradalmian új megoldásnak számító dízel-motorvonatot helyeztek üzembe, nagy sikerrel.
1956. november 28-tól a vasutat üzemeltető Zillertalbahn AG neve megváltozik a jelenlegi Zillertaler Verkehrsbetriebe AG-ra, valamint menetrend szerinti buszjáratot is indít Innsbruck - Mayrhofen között. 1921 és 76 között a vorderlanesbachi magnezit bányából kitermelt érc folyamatos elszállítása eleinte komoly gazdasági alapot jelentett a társaság számára, azonban az 1960-as évek közepén elindított zillertali közút-beruházási program és az ezzel járó közúti térnyerés miatt a vasútnak a puszta fennmaradásáért kellett küzdenie. Számára mentőövet ekkor az 1965-től 1971-ig tartó, nagyszabású mayrhofeni vízierőmű-építkezés jelentett: a nyersanyag, valamint az építési eszközök szállításával a zillertali vasutat bízták meg. Erre a feladatra (ahol is mintegy 325 ezer tonna cementet kellett megmozgatni ebben az időszakban) két dízelmozdonyt, illetve nagyvasúti tehervagonok szállítására alkalmas, ún. Rollwagen kocsikat vásárolt a társaság.
Szerencsére, 1980 óta a vágányrendszer, illetve a járműállomány folyamatosan megújult, az ezredfordulót követően pedig alacsony padlós személykocsikkal is bővült a flotta. 2007-ben elkezdődött a kétvágányú vonal részleges kiépítése.

## Vasútüzem
Zillertalbahn Jenbachnál található végállomása közös a Salzburg, illetve az ellentétes Bregenz felől érkező nagyvasúttal. Ezen kívül - szintén innen - átszállási lehetőségünk van az Achensee felé menő 1000 mm nyomtávolságú fogaskerekűre is. Jenbach Ausztria egyetlen olyan állomása, ahol egy helyen három különböző nyomtávú vasútra szállhatunk át.
A Zillertalbahn ütemes menetrend szerint közlekedik. (Ennek biztosítására Angersbachnál, valamint Strassnál 60 perces alapütemet adó berendezéseket helyeztek el.) Az ütemes menetrendnek köszönhetően a (Jenbach állomáson megálló) nagyvasutakkal összehangolt és szimmetrikus csatlakozás érhető el. 2008. decemberi menetrendváltással Kaltenbach és Aschau, valamint Zell am Ziller és Hippach közti szakaszon már kétvágányú az oda-vissza közlekedés, a vonatpárok 30 perces időközönként közlekednek.
Napjainkban a zillertali vasútvonal a hivatás- és turisztikai forgalmat, valamint a teherszállítást szolgálja ki (sícentrumok utasforgalma, nosztalgia üzem, faáruk szállítása).
Természetesen a társaság számára a korszerű dízelmozdony- és motorvonat-flotta mellett kulcsfontosságú - az idegenforgalmi szempontból nem elhanyagolható - nosztalgia-flotta fenntartása, gondos karbantartása is.

## Járműállomány

### Dízelüzem
| DIEMA D1 dízelüzemű tolatómozdony | DIEMA D1 dízelüzemű tolatómozdony               |
| --------------------------------- | ----------------------------------------------- |
| Gyártó                            | Diepholzer Maschinenfabrik (DIEMA), Németország |
| Gyártási év                       | 1991                                            |
| Teljesítmény                      | 164 KW                                          |
| Szolgálatba állítás éve           | 2013                                            |

| Lupo D13 dízel-hidraulikus mozdony                                  | Lupo D13 dízel-hidraulikus mozdony                                  |
| 2018 augusztus elsejével eladták a Pinzgauer Lokalbahn társaságnak. | 2018 augusztus elsejével eladták a Pinzgauer Lokalbahn társaságnak. |
| ------------------------------------------------------------------- | ------------------------------------------------------------------- |
| Gyártó                                                              | GLG Gmeinder – Mosbach, Németország                                 |
| Tengelyelrendezés                                                   | B'B                                                                 |
| Teljesítmény                                                        | 746 KW                                                              |
| Maximális sebesség                                                  | 70 Km/h                                                             |
| Maximális vonóerő                                                   | 165 KN                                                              |
| Erőforrás                                                           | CAT 3412 E DI – TTA                                                 |
| Lökettérfogat                                                       | 27 l                                                                |
| Magasság/Szélesség                                                  | 3 650 mm / 2 450 mm                                                 |
| Ütközők közötti hossz                                               | 14 530 mm                                                           |
| Szolgálati tömeg                                                    | 50 t                                                                |
| Maximális tengelyterhelés                                           | 12,5t                                                               |
| Futási engedély megszerzése                                         | 2004. október 13.                                                   |

| Lupo D14, D15, D16 dízel-hidraulikus mozdony | Lupo D14, D15, D16 dízel-hidraulikus mozdony |
| -------------------------------------------- | -------------------------------------------- |
| Gyártó                                       | GLG Gmeinder – Mosbach, Németország          |
| Tengelyelrendezés                            | B'B                                          |
| Teljesítmény                                 | 746 KW                                       |
| Maximális sebesség                           | 70 km/h                                      |
| Maximális vonóerő                            | 165 KN                                       |
| Erőforrás                                    | CAT 3412 E DI – TTA                          |
| Lökettérfogat                                | 27 l                                         |
| Magasság/Szélesség                           | 3 650 mm / 2 450 mm                          |
| Ütközők közötti hossz                        | 14 530 mm                                    |
| Szolgálati tömeg                             | 50 - 54 t                                    |
| Maximális tengelyterhelés                    | 12,5 - 13 t                                  |
| Futási engedély megszerzése (D14)            | 2004. december 14.                           |
| Futási engedély megszerzése (D15)            | 2007. május 15.                              |
| Futási engedély megszerzése (D15)            | 2007. július 16.                             |

| (D11 és) D12 dízel-hidraulikus mozdony | (D11 és) D12 dízel-hidraulikus mozdony               |
| --- | ---------------------------------------------------- |
| D11-es mozdonyt 44 évnyi szolgálat után, 2013-ban visszaszállították korábbi helyére, a németországi Asbach városába (a Rhein-Sieg Vasútmúzeumba). Munkáját a Svájcban szolgált, most D1-es sorozatszámot viselő, DIEMA gyártmányú mozdony vette át. |                                                      |
| Gyártó | Orenstein & Koppel - Dortmund-Dorstfeld, Németország |
| Gyártási év (D11, D12) | 1960, 1959                                           |
| Tengelyelrendezés | 2 tengely, rudazatos meghajtással                    |
| Teljesítmény | 103 KW                                               |
| Maximális sebesség | 20 Km/h                                              |
| Indulási vonóerő | 48,6 KN                                              |
| Erőforrás | Orenstein & Koppel – négyütemű dízel                 |
| Hengerek száma | 6                                                    |
| Lökettérfogat | 10 850 cm³                                           |
| Magasság/Szélesség | 2 905 mm / 2 350 mm                                  |
| Ütközők közötti hossz | 5 490 mm                                             |
| Szolgálati tömeg | 18 t                                                 |
| Maximális tengelyterhelés | 9 t                                                  |
| Szolgálatba állítás éve (D11, D12) | 1969                                                 |

| D10 dízel-hidraulikus mozdony | D10 dízel-hidraulikus mozdony             |
| ----------------------------- | ----------------------------------------- |
| Gyártó                        | Duro Dakovic, Slavonksi-Brod, Jugoszlávia |
| Gyártási év                   | 1970 (JZ 740-007)                         |
| Tengelyelrendezés             | Bo'Bo'                                    |
| Teljesítmény                  | 441 KW                                    |
| Maximális sebesség            | 60 km/h                                   |
| Indulási vonóerő              | 98 KN                                     |
| Erőforrás                     | Jenbacher Werke – kétütemű dízel          |
| Hengerek száma                | 12                                        |
| Lökettérfogat                 | 36 l                                      |
| Magasság/Szélesség            | 3520 mm / 2500 mm                         |
| Ütközők közötti hossz         | 12 050 mm                                 |
| Szolgálati tömeg              | 32 t                                      |
| Maximális tengelyterhelés     | 8 t                                       |
| Szolgálatba állítás éve       | 1982                                      |

| D8, D9 dízel-hidraulikus mozdony | D8, D9 dízel-hidraulikus mozdony                           |
| -------------------------------- | ---------------------------------------------------------- |
| Gyártó                           | Orenstein & Koppel - Dortmund-Dorstfeld, Németország, 1967 |
| Tengelyek száma                  | 4                                                          |
| Teljesítmény                     | 397 KW                                                     |
| Maximális sebesség               | 50 Km/h                                                    |
| Indulási vonóerő                 | 117,6 KN                                                   |
| Erőforrás                        | Jenbacher Werke – kétütemű dízel                           |
| Hengerek száma                   | 12                                                         |
| Lökettérfogat                    | 36 l                                                       |
| Magasság/Szélesség               | 3 480 mm / 2 500 mm                                        |
| Ütközők közötti hossz            | 9 700 mm                                                   |
| Szolgálati tömeg                 | 36 t                                                       |
| Maximális tengelyterhelés        | 9 t                                                        |
| Szolgálatba állítás éve          | 1967                                                       |

| VT 3 - VT 8 dízel-villamos motorvonatok | VT 3 - VT 8 dízel-villamos motorvonatok |
| E keskeny nyomközű típust járműmodernizálás céljából először a Steiermärkische Landesbahnen vasúttársaság Murtalbahn-vonalára tervezték, de miután a motorvonat igen nagy sikert aratott az ottani utasok körében, az ÖBB, valamint - némi műszaki módosításokkal - a Zillertalbahn is rendelt belőlük. Ellentétben az StLB, illetve az ÖBB két vezérállásos típusaival, a Zillertalbahn motorkocsiján (VT) egy vezérállást alakítottak ki, így egy vezérlőkocsi (VS), vagy egy másik motorkocsi (VT) összekapcsolásával - ez esetben erősebb meghajtással - áll össze a motorvonati jelleg (a vezérlőkocsi-állományból kevesebb van). A szerelvények általában motorkocsi (VT) + pótkocsi + motorkocsi (VT), illetve motorkocsi (VT) + pótkocsi + vezérlőkocsi (VS) felállásban közlekednek, de előfordul mozdony + pótkocsi + vezérlőkocsi (VS) összeállítás is. 2018 augusztus elsejével a VS4-es vezérlőkocsit eladták a Pinzgauer Lokalbahn társaságnak. | E keskeny nyomközű típust járműmodernizálás céljából először a Steiermärkische Landesbahnen vasúttársaság Murtalbahn-vonalára tervezték, de miután a motorvonat igen nagy sikert aratott az ottani utasok körében, az ÖBB, valamint - némi műszaki módosításokkal - a Zillertalbahn is rendelt belőlük. Ellentétben az StLB, illetve az ÖBB két vezérállásos típusaival, a Zillertalbahn motorkocsiján (VT) egy vezérállást alakítottak ki, így egy vezérlőkocsi (VS), vagy egy másik motorkocsi (VT) összekapcsolásával - ez esetben erősebb meghajtással - áll össze a motorvonati jelleg (a vezérlőkocsi-állományból kevesebb van). A szerelvények általában motorkocsi (VT) + pótkocsi + motorkocsi (VT), illetve motorkocsi (VT) + pótkocsi + vezérlőkocsi (VS) felállásban közlekednek, de előfordul mozdony + pótkocsi + vezérlőkocsi (VS) összeállítás is. 2018 augusztus elsejével a VS4-es vezérlőkocsit eladták a Pinzgauer Lokalbahn társaságnak. |
| --- | --- |
| Állomány | 6 db motorkocsi (VT 3-8), 2 db vezérlőkocsi (VS 3-4) |
| Gyártó | Stahlbau Knotz - Bécs; Jenbacher Werke - Jenbach, Ausztria |
| Tengelyelrendezés | B'B' |
| Teljesítmény | 235 KW |
| Maximális sebesség | 70 Km/h |
| Indulási vonóerő | 82 KN |
| Erőforrás | MAN dízel |
| Hengerek száma | 6 |
| Fordulatszám | 2 100 1/perc |
| Szolgálati tömeg | 29 t |
| Szolgálatba állítás éve | 1984 (VT 3-4), 1995 (VT 5-6), 1998 (VT 7-8) |

| VT 1 dízel-villamos motorvonat | VT 1 dízel-villamos motorvonat |
| A VT 3 - VT 8 típusú dízel-villamos motorvonatokhoz hasonló (a Steiermärkische Landesbahnen társaság Murtalbahn vonalán közlekedő típusaival pedig teljesen megegyező), két vezérállásos motorvonatot tartós bérlet keretében a Pinzgauer Lokalbahn társaságtól vette kölcsön (ex. VTs 11), cserébe a 2-es számú, "Zillertal" fantázianevű gőzmozdonyért és egy személykocsiért. A cserét követően a külső fényezésen kívül az utastér is teljesen megújult. 2018 augusztus elsejével véglegesen a Zillertalbahn tulajdonába került. A kölcsönadott, 2-es számú gőzmozdony is visszatért jenbachi honállomására. | A VT 3 - VT 8 típusú dízel-villamos motorvonatokhoz hasonló (a Steiermärkische Landesbahnen társaság Murtalbahn vonalán közlekedő típusaival pedig teljesen megegyező), két vezérállásos motorvonatot tartós bérlet keretében a Pinzgauer Lokalbahn társaságtól vette kölcsön (ex. VTs 11), cserébe a 2-es számú, "Zillertal" fantázianevű gőzmozdonyért és egy személykocsiért. A cserét követően a külső fényezésen kívül az utastér is teljesen megújult. 2018 augusztus elsejével véglegesen a Zillertalbahn tulajdonába került. A kölcsönadott, 2-es számú gőzmozdony is visszatért jenbachi honállomására. |
| --- | --- |
| Gyártó | Stahlbau Knotz - Bécs; Jenbacher Werke - Jenbach, Ausztria |
| Tengelyelrendezés | B'B' |
| Teljesítmény | 235 KW |
| Maximális sebesség | 70 Km/h |
| Indulási vonóerő | 82 KN |
| Erőforrás | MAN dízel |
| Hengerek száma | 6 |
| Fordulatszám | 2 100 1/perc |
| Szolgálati tömeg | 29 t |
| Szolgálatba állítás éve | 2013 |

### Nosztalgiaüzem (Gőzösök)
| 2-es számú gőzmozdony - "Zillertal" | 2-es számú gőzmozdony - "Zillertal" |
| ----------------------------------- | ----------------------------------- |
| Gyártó                              | Krauss & Co. Linz, Ausztria, 1900   |
| Mozdony jellege                     | C1't-n2                             |
| Maximális sebesség                  | 35 Km/h                             |
| Maximális vonóerő                   | 24,74 KN                            |
| Magasság/Szélesség                  | 3 450 mm / 2 400 mm                 |
| Ütközők közötti hossz               | 7 190 mm                            |
| Szolgálati tömeg                    | 21,9 t                              |
| Kazánfelújítás                      | Meiningen, 1991                     |
| Kazánnyomás                         | 12 bar                              |
| Tűzszekrény felújítása              | Meiningen, 1992                     |

| 3-as számú gőzmozdony - "Tirol" | 3-as számú gőzmozdony - "Tirol"   |
| ------------------------------- | --------------------------------- |
| Gyártó                          | Krauss & Co. Linz, Ausztria, 1902 |
| Mozdony jellege                 | C1't-n2v                          |
| Maximális sebesség              | 35 Km/h                           |
| Maximális vonóerő               | 26,11 KN                          |
| Magasság/Szélesség              | 3 450 mm / 2 400 mm               |
| Ütközők közötti hossz           | 7 804 mm                          |
| Szolgálati tömeg                | 27,5 t                            |
| Kazánfelújítás                  | Meiningen, 1991                   |
| Kazánnyomás                     | 12 bar                            |
| Tűzszekrény felújítása          | Tschuda-Graz, 2001                |

| 4-es számú gőzmozdony                   | 4-es számú gőzmozdony                   |
| --------------------------------------- | --------------------------------------- |
| Korábbi sorozatszáma / Szolgálati helye | JZ 83–076 / Bosznia                     |
| Jelenlegi tulajdonos                    | Club 760 (Zillertalbahn tartósan bérli) |
| Gyártó                                  | Krauss & Co. Linz, Ausztria, 1909       |
| Mozdony jellege                         | D1'-h2                                  |
| Maximális sebesség                      | 35 Km/h                                 |
| Maximális vonóerő                       | 54,4 KN                                 |
| Magasság/Szélesség                      | 3 552 mm / 2 450 mm                     |
| Ütközők közötti hossz                   | 13 700 mm (szerkocsival)                |
| Szolgálati tömeg                        | 52 t                                    |
| Kazánfelújítás                          | Tschuda-Graz, 2007                      |
| Kazánnyomás                             | 12 bar                                  |
| Tűzszekrény felújítása                  | Meiningen, 1993                         |

| 5-ös számú gőzmozdony - "Gerlos" | 5-ös számú gőzmozdony - "Gerlos"  |
| -------------------------------- | --------------------------------- |
| Gyártó                           | Krauss & Co. Linz, Ausztria, 1930 |
| Mozdony jellege                  | C1'-h2t                           |
| Maximális sebesség               | 40 Km/h                           |
| Maximális vonóerő                | 38,09 KN                          |
| Magasság/Szélesség               | 2 440 mm / 3 480 mm               |
| Ütközők közötti hossz            | 8 020 mm                          |
| Szolgálati tömeg                 | 28,1 t                            |
| Kazánfelújítás                   | Tschuda-Graz, 2005                |
| Kazánnyomás                      | 13 bar                            |
| Tűzszekrény felújítása           | Tschuda-Graz, 2001                |

| 6-os számú gőzmozdony - "Hobby-Lok" | 6-os számú gőzmozdony - "Hobby-Lok" |
| ----------------------------------- | ----------------------------------- |
| Gyártó                              | Krauss München, Németország, 1916   |
| Mozdony jellege                     | B-n2t                               |
| Maximális sebesség                  | 20 Km/h                             |
| Maximális vonóerő                   | 12,97 KN                            |
| Magasság/Szélesség                  | 2 860 mm / 1 850 mm                 |
| Ütközők közötti hossz               | 5 730 mm                            |
| Szolgálati tömeg                    | 10,9 t                              |
| Kazánfelújítás                      | Tschuda-Graz, 2008                  |
| Kazánnyomás                         | 12 bar                              |
| Tűzszekrény felújítása              | Tschuda-Graz                        |